# El viaje de Teo (película)
El viaje de Teo es una película mexicana de drama estrenada en 2008 y dirigida por Walter Doehner. Aunque existe un libro (también El viaje de Teo) escrito por Catherine Clément con el que comparte este peculiar título, en realidad ambas obras no tienen relación alguna.
Es la segunda película del director Doehner, después de haber dedicado los últimos años a trabajos en la televisión. Su ópera prima fue La habitación azul (2002). También El viaje de Teo es la cinta debut del joven actor Erick Cañete.

## Sinopsis
Teo (Erick Cañete) es un niño oaxaqueño de 9 años que no conoce a su padre, Wenceslao (Damián Alcázar), y vive con su tío desde que aquel fue encarcelado. Un día Wenceslao vuelve para llevarse a Teo, y así ambos cruzarán la frontera entre México y Estados Unidos. El cruce lo realizan de manera ilegal, y al exponerse son asaltados por una banda de bajadores. Después del ataque, Teo y Wenceslao se separan y no vuelven a encontrarse, pero Teo es auxiliado por Chuy (Andrés Márquez), el niño encargado de guiar al grupo en el que viajaban Teo y su padre. Chuy lleva a Teo de regreso a Nogales, y lo invita a quedarse en su casa, donde vive junto con su madre María (Arcelia Ramírez). Con el correr de los días, Teo y Chuy van haciendo fortaleciendo su amistad, pero el padre de Teo no regresa con los deportados que llegan cada día, así que deciden que Teo intente el siguiente cruce que lidere Chuy. Finalmente llega el momento de realizar el cruce, y Teo es acompañado por Oaxacas (Silverio Palacios), otro indocumentado, paisano de Teo y su padre. Después de varios días de caminar por el desierto, Chuy conduce a su grupo hasta el último eslabón del viaje, su padrino Manlio (Joaquín Cosío), quien al percatarse de la presencia de dos viajeros más emprende una represalia contra Chuy, Teo y Oaxacas, de la que logran escapar los niños refugiándose en el desierto, donde finalmente Teo es guiado por una visión hasta el cadáver de su padre, que yace en el desierto con una carta en la mano que explica el motivo de su viaje. Finalmente, la patrulla fronteriza encuentra a los niños y los regresa a México. Nuevamente en México, Teo regresará a Oaxaca, Chuy promete retomar la escuela y Oaxacas decide dejar de intentar cruzar y hacer vida en la ciudad fronteriza.

## Elenco
- Eric Cañete como Teo.
- Andrés Márquez como Chuy.
- Silverio Palacios como Oaxacas.
- Joaquín Cosio como Manlio.
- Damián Alcázar como Wenceslao Robles.
- Dagoberto Gama como El tío Dagoberto.
- Arcelia Ramírez como María.
- Enoc Leaño como El Diablo.
- Raúl Méndez como Alejandro.
- Ernesto Gómez Cruz como Don Gus.

## Premios y reconocimientos
El viaje de Teo obtuvo los siguientes premios en el Festival de Cine de Montreal del 2008:
- Mejor actor: para Erick Cañete
- Presea ecuménica del jurado - Mención especial para Walter Doehner.

2009
Diosa de Plata PECIME para mejor música Ricardo Martín-Jáuregui